# SC Cottbus

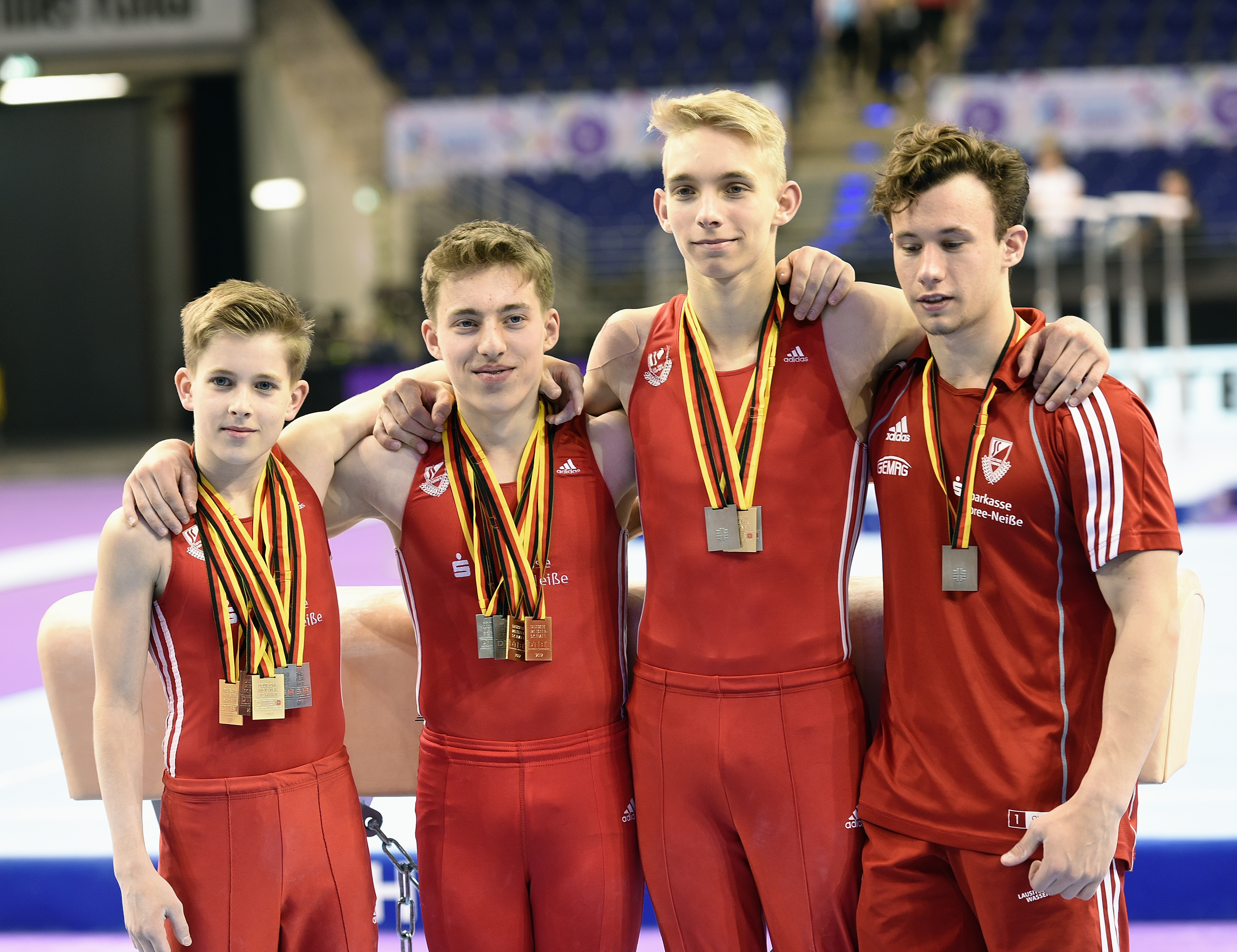
Turner des aus dem SC Cottbus gegründeten Sportclub Cottbus Turnen beim Internationalen Deutschen Turnfest 2017

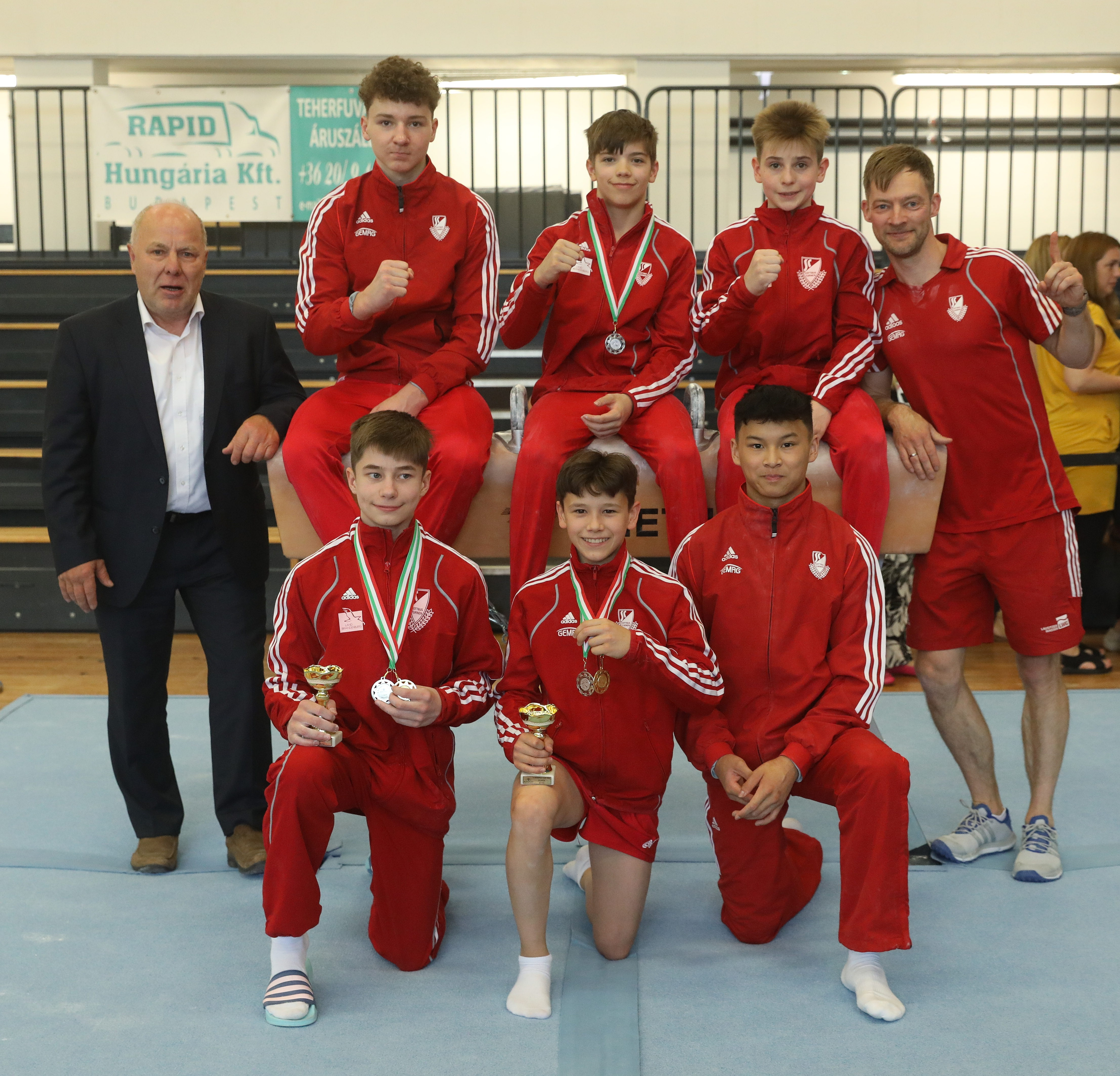
Turner des SC Cottbus bei einem internationalen Turnier in Budapest

Der Sportclub Cottbus war ein Sportclub im DDR-Sportsystem. Er bestand von 1963 bis 1992 in der damaligen Bezirksstadt Cottbus und war ein sportliches Leistungszentrum für den Südosten der DDR.

## Clubentwicklung
Der SC Cottbus wurde am 19. April 1963 gegründet, um das bisherige sportliche Niemandsland im Südosten der DDR aufzuwerten. Den Grundstock legte die Fußballsektion des SC Aktivist Brieske-Senftenberg, die mit Beginn der Fußballsaison 1963/64 in den SC Cottbus eingegliedert wurde. Noch im Gründungsjahr wurden die Sektionen Leichtathletik und Boxen gebildet, 1969 kam der Radsport und 1975 die Sektion Turnen hinzu. Bis auf die Sektion Fußball, die 1966 wieder ausgegliedert und als BSG Energie Cottbus weiter existierte, brachte der Sportclub eine Reihe von Spitzensportlern hervor, die nicht nur zahlreiche DDR-Meistertitel errangen, sondern auch international zu beachtlichen Erfolgen mit Olympia- und Weltmeisterschafts-Siegen kamen. Im Zuge der gesellschaftlichen Verhältnisse nach dem Ende der DDR löste sich der SC Cottbus 1992 in folgende neu gegründete Sportvereine auf:
- Boxclub Cottbus
- Lausitzer Handball-Club Cottbus
- Leichtathletik-Club Cottbus
- Radsportclub Cottbus
- Sportclub Cottbus Turnen[1]

## Boxen
Die Cottbuser Boxer errangen die ersten Meisterschaften für den neuen Sportclub. Bereits 1963 wurden Werner Kirsch und Klaus Radnick DDR-Meister, Werner Kirsch wurde bis 1966 jährlich Meister. Bis 1988 kamen die Boxer des SC Cottbus zu insgesamt 16 DDR-Meister-Titeln. Auf internationaler Ebene war Marco Rudolph 1987 als Junioreneuropameister und 1991 als Weltmeister erfolgreich. 

## Leichtathletik
Bei den Leichtathleten waren vor allem die Frauen sehr erfolgreich. Zu ihnen gehören die Hochspringerin Rosemarie Ackermann und Gunhild Hoffmeister. Rosemarie Ackermann wurde 1974 Weltrekordlerin, war Olympiasiegerin 1976 und Europameisterin 1974. Die Mittelstreckenläuferin Gunhild Hoffmeister war ebenfalls 1974 Europameisterin, gewann 1972 die olympische Silber- und 1976 die Bronzemedaille. Beide zusammen gewannen insgesamt 20 DDR-Meistertitel. Mit Karin Roßley, 400 m Hürden, und der Diskuswerferin Gabi Reinsch hatte der SC Cottbus zwei weitere Weltrekordlerinnen in seinen Reihen. 

## Radsport
Die Radsportsektion wurde 1969 gegründet. Die erfolgreichste Sektion des SC Cottbus stellten die Radrennfahrer, die 21 Weltmeistertitel und drei olympische Goldmedaillen errangen. Zu den erfolgreichsten Radsportlern gehörten Lutz Heßlich (4 × Weltmeister, 2 × Olympiasieger), Lothar Thoms (4 × Weltmeister, 1 × Olympiasieger), Volker Winkler (4 × Weltmeister), Jens Glücklich (4 × Weltmeister), Bernd Drogan (3 × Weltmeister) und Hans-Joachim Hartnick (1 × Weltmeister, Sieger der Internationalen Friedensfahrt 1976). Aus dieser Sektion entstand 1992 der RSC Cottbus. Der erste Fahrer, der in die Nationalmannschaft berufen wurde, war Hans-Joachim Hartnick 1973. Zu den erfolgreichsten Traindern gehörten Eberhard Pöschke, Peter Krüger, Gerd Müller und Michael Max.

## Fußball
Die Sektion Fußball litt von Anfang an unter ungünstigen Voraussetzungen. Die vom 40 Kilometer entfernten Senftenberg umgesiedelten Fußballspieler des SC Aktivist Brieske-Senftenberg hatten durch den Abstieg aus der DDR-Oberliga in der vorangegangenen Saison nicht nur den Verlust der Oberligazugehörigkeit zu beklagen, sondern auch das Ende der jahrzehntelangen Tradition als Fußballclub der Lausitzer Braunkohlenkumpel. Mit Manfred Kupferschmied, der zum SC Karl-Marx-Stadt wechselte, sowie Lothar Marotzke, Harry Matschak und Heinz Scholz, die in Senftenberg bei der BSG Aktivist Brieske-Ost weiterspielten, machten vier bisherige Stammspieler den Umzug nach Cottbus nicht mit. 
Die übrigen Spieler, unter ihnen die ehemaligen Nationalspieler Heinz Lemanczyk und Heinz Krüger bestritten am 18. August 1963 im Cottbuser Stadion der Eisenbahner ihr erstes DDR-Liga-Punktspiel gegen Dynamo Schwerin, das 1:1 endete. Da es im Einzugsgebiet des Sportclubs keine weiteren höherklassigen Fußballmannschaften gab und auch der Wechsel von anderen Oberligamannschaften nach Cottbus unterblieb, war der SC bei der Erweiterung und Auffrischung seines Kaders weitgehend auf Nachwuchsspieler angewiesen. Lediglich mit Reinhard Lauck (später 33-facher Nationalspieler beim 1. FC Union Berlin und beim BFC Dynamo) und Junioren-Nationalspieler Frank-Rainer Withulz (später 149 Oberligaspiele für den FC Vorwärts Berlin/Frankfurt) wurden beim SC Cottbus überdurchschnittliche Spieler entwickelt. So wurde die Zielsetzung, in Cottbus für die Region eine neue Spitzenmannschaft zu entwickeln, verfehlt.
In der ersten Spielzeit 1963/64 landete man hinter dem Lokalrivalen ASG Vorwärts Cottbus auf Rang 4, 1965 verpasste der SC Cottbus mit sieben Punkten Rückstand auf Chemie Halle den Aufstieg in die Oberliga. Nach Abschluss der 1. Halbserie der Saison 1965/66 kam die Sportclubmannschaft erneut hinter Vorwärts Cottbus ein. Die Armeefußballer lagen an der Spitze, der SC Cottbus war mit fünf Punkten Rückstand 3. Das letzte Punktspiel der Hinrunde am 12. Dezember 1965 gegen Lokalrivalen Aktivist Schwarze Pumpe (2:1) war zugleich das letzte Spiel einer Fußballmannschaft des SC Cottbus.
Ende 1965 hatte der DDR-Fußballverband beschlossen, die Fußballsektionen aus den Sportclubs herauszulösen und die stärksten Mannschaften in Fußballclubs umzuwandeln. Da der SC Cottbus nicht zu den bevorzugten Mannschaften gehörte, wurde seine Fußballsektion in eine Betriebssportgemeinschaft umgewandelt, die ab dem 31. Januar 1966 unter dem Namen Energie Cottbus auftrat.